# Cheilymenia catenipila
Cheilymenia catenipila är en svampart som beskrevs av J. Moravec 2003. Cheilymenia catenipila ingår i släktet Cheilymenia och familjen Pyronemataceae.   Inga underarter finns listade i Catalogue of Life.